# Henri Cogan
Pour les articles homonymes, voir Cogan.
Henri Kagan né Eizikman dit Henri Cogan, né le 13 septembre 1914 dans le 10e arrondissement de Paris et mort le 23 septembre 2003 à Boulogne-Billancourt, est un acteur et cascadeur français.

## Biographie
Né Henri Eizikman, Henri Cogan est reconnu officiellement en juin 1916 par sa mère, Esther Eizikman (1889-1944), puis en octobre 1920 par son père, David Kagan (1892-1959), et enfin légitimé par le mariage de ses parents, tous deux originaires de Russie, en février 1931. Aîné d’une fratrie de cinq enfants, après avoir habité un temps dans le quartier de la Goutte-d’Or, il emménage avec sa famille dans le quartier de la Villette où son père a ouvert un petit atelier de confection. Très tôt, il se passionne pour le sport. Il aimerait bien devenir boxeur, mais ses parents s’y opposent. Il se tourne alors vers la lutte gréco-romaine. À seize ans, il décroche déjà ses premiers titres en championnat.
La montée de l’antisémitisme et l’invasion de la France par les troupes allemandes en 1940 empêchent Henri Cogan d’exercer officiellement son métier d’éducateur sportif et de kinésithérapeute, mais il  poursuit malgré tout la lutte à haut niveau. Pendant l’Occupation, il échappe de peu à une rafle ; un de ses frères, une sœur et sa mère sont déportés et ne reviendront pas des camps. Interdit de pratiquer son sport, il est obligé d’accepter toutes sortes de petits boulots. Avec un autre jeune lutteur émigré italien nommé Lino Ventura, il se fait discret pour échapper au STO (Service du Travail Obligatoire).
Pendant la Seconde Guerre mondiale, aux côtés de Jean Gabin, il est un engagé de la 2e DB du général Leclerc, et participe à toutes les campagnes de la division (notamment Koufra, Tripolitaine, libération de Paris, de Strasbourg). C'est pendant ses années de garnison et de vie militaire qu'il découvre la savate, et la lutte gréco-romaine, ce qui va plus tard influencer son envie de devenir lutteur lui-même après son retour à la vie civile en 1945. De même, conduisant des véhicules, en particulier la Jeep, il va être incité à découvrir l'univers des cascadeurs, et des cascades. À la Libération, Henri Cogan abandonne la lutte pour se lancer dans le catch, sport très en vogue à l’époque. Il devient rapidement champion de France et, avec son ami Lino Ventura, il participe à de nombreuses tournées à travers le pays mais aussi en Europe.
C'est au cours d'un combat de catch avec Lino Ventura, en mars 1950 au Cirque d'Hiver lors d'un championnat d'Europe, qu'Henri Cogan casse involontairement la jambe de son adversaire en le projetant dans des chaises métalliques, ce qui force ce dernier à abandonner sa carrière de lutteur, un malheur pour le catch mais une heureuse nouvelle pour le cinéma qui va faire de Lino Ventura une de ses plus grandes vedettes.
Henri Cogan fait lui aussi son arrivée dans le milieu cinématographique au début des années 1950, d’abord comme cascadeur et conseiller pour les bagarres dans un bon nombre de films policiers et d’action. Sa bonne gueule virile et son physique d’athlète sont ensuite vite mis à contribution pour jouer les faire-valoir dans plus de soixante productions pour le grand et le petit écran jusqu’à la fin des années 1980. On le voit beaucoup dans des rôles de truands ou de bagarreurs comme dans Les Chiffonniers d'Emmaüs (1955) de Robert Darène, Toute la ville accuse (1956) avec Jean Marais, Lemmy pour les dames (1962) avec Eddie Constantine ou Le Pacha (1968) avec Jean Gabin. Il apparaît dans des films en costumes dirigés par Bernard Borderie tels que : Les Trois Mousquetaires (1961) avec Mylène Demongeot, Le Chevalier de Pardaillan (1962) avec Gérard Barray et Merveilleuse Angélique (1965) avec Michèle Mercier. Il travaille aussi en Allemagne, en Italie et en Angleterre, mais c’est sous la direction de son ami Georges Lautner qui l’emploie dans treize de ses films qu’il joue ses rôles les plus mémorables, notamment dans Les Tontons flingueurs, en 1963, où il partage l’affiche avec Lino Ventura, Francis Blanche, Bernard Blier et Jean Lefebvre. C'est à cette occasion, treize ans après leur dernier combat sur le ring que dans une scène où ils doivent simuler une bagarre, Lino Ventura lui donne un violent coup de poing à la mâchoire qui le jette à terre. Devant sa surprise, Ventura lui dit : « Ça, c'est pour ma jambe ! »
Viendront ensuite  Il était une fois un flic (1971) avec Michel Constantin et Mireille Darc et Joyeuses Pâques (1984) avec Jean-Paul Belmondo et Sophie Marceau. Il termine sa carrière en coordonnant les cascades sur L'Invité surprise (1989) avec Éric Blanc et Victor Lanoux.
Il a très souvent joué aux côtés de Jean Luisi dans des rôles de truands durant les années 1970, et notamment dans plusieurs comédies réunissant Jean Lefebvre et Henri Guybet. Il a souvent des seconds rôles de truand bagarreur. On le voit en particulier dans La Môme vert-de-gris, Une Parisienne, Les Trois Mousquetaires, L'Œil du Monocle, Les Tontons flingueurs (dans la scène où il prend un coup de poing au cours de la réunion des cadres et ne s'en remet pas), Angélique et le Sultan, Le Cri du cormoran le soir au-dessus des jonques, Il était une fois un flic, Les Seins de glace, Joyeuses Pâques, et La Vie dissolue de Gérard Floque qui est son dernier film en 1986.
Retiré en région parisienne, Henri Cogan, toujours aussi physiquement imposant, continuera jusqu’à la fin de sa vie à pratiquer différents sports. Cet artiste fidèle en amitié qui avait le rire et la plaisanterie faciles, meurt dans sa 90e année, le 23 septembre 2003 à Boulogne-Billancourt, dans une certaine indifférence. Sa fille Danielle dite Dany Kogan a repris le flambeau comme actrice.
Il est inhumé au cimetière de Montmartre.

## Filmographie

### Cinéma

#### Acteur
- 1947 : Un flic de Maurice de Canonge : un homme de Zattore
- 1952 : La Môme vert-de-gris de Bernard Borderie : un copain de l'électricien
- 1954 : Votre dévoué Blake de Jean Laviron : Sam
- 1954 : Les Chiffonniers d'Emmaüs de Robert Darène : le bagarreur
- 1954 : Ça va barder de John Berry
- 1955 : Pas de pitié pour les caves d'Henry Lepage : Riton
- 1955 : Goubbiah, mon amour de Robert Darène : le balafré
- 1955 : Toute la ville accuse de Claude Boissol : un gangster
- 1956 : Les Truands de Carlo Rim : un cow-boy au saloon
- 1956 : L'Homme et l'Enfant de Raoul André : Henri Cogan
- 1956 : Le Feu aux poudres d'Henri Decoin : Matt
- 1957 : Le Grand Bluff de Patrice Dally : un joueur
- 1957 : Incognito de Patrice Dally : Antoine
- 1957 : Méfiez-vous fillettes d'Yves Allégret : un homme de main de Palmer
- 1957 : Quand la femme s'en mêle d'Yves Allégret : Alberti
- 1957 : Une Parisienne de Michel Boisrond : un bagarreur
- 1958 : La Bigorne, caporal de France de Robert Darène : Tom Wright
- 1958 : Ça n'arrive qu'aux vivants de Tony Saytor : Michel
- 1958 : Peter Foss, le voleur de millions (Peter Voss, der Millionendieb) de Wolfgang Becker : Otto
- 1959 : Marche ou crève de Georges Lautner : Kasger
- 1959 : Bobby Dodd greift ein de Géza von Cziffra
- 1959 : Paradies der Matrosen de Harald Reinl : Matrose Joe
- 1960 : Chien de pique de Yves Allégret : un gardien
- 1960 : Comment qu'elle est ? de Bernard Borderie : Zucco
- 1960 : Me faire ça à moi de Pierre Grimblat : Grognon
- 1961 : En plein cirage de Georges Lautner : un truand
- 1961 : Les Trois Mousquetaires : Les Ferrets de la reine de Bernard Borderie : Mousqueton
- 1961 : Les Trois Mousquetaires : La Vengeance de Milady de Bernard Borderie : Mousqueton
- 1962 : Le Chevalier de Pardaillan de Bernard Borderie : le meunier
- 1962 : L'Œil du Monocle de Georges Lautner : Archiloque
- 1963 : À toi de faire... mignonne de Bernard Borderie : Pierrot
- 1963 : Hardi ! Pardaillan de Bernard Borderie : un sbire du Duc de Guise
- 1963 : Les Tontons flingueurs de Georges Lautner : Freddy
- 1963 : Comme s'il en pleuvait (Tela de arena), de José-Luis Monter : Thug
- 1964 : Angélique, marquise des anges de Bernard Borderie : Cul-de-Bois
- 1964 : Les Gorilles de Jean Girault : (non crédité)
- 1964 : Merveilleuse Angélique de Bernard Borderie : Cul-de-Bois
- 1964 : Du grisbi pour Hong Kong (Ein Sarg aus Hong-Kong), de Manfred R. Köhler : un combattant
- 1964 : L'Homme d'Istambul (Operacion Estambul) de Antonio Isasi-Isasmendi : Cogan
- 1965 : Le Liquidateur (The liquidator) de Jack Cardiff : Yakov
- 1965 : Jerry Cotton contre les gangs de Manhattan (Mordnacht in Manhattan) de Harald Philipp : Bruce
- 1965 : Agente 3S3, passeport pour l'enfer (Agente 3 S 3 passaporto per inferno) de Sergio Sollima : Sanz
- 1966 : Brigade antigangs de Bernard Borderie : Le Limousin
- 1967 : Angélique et le Sultan de Bernard Borderie : Bolbec
- 1967 : Fleur d'oseille de Georges Lautner : Riton Godot
- 1967 : Le Pacha de Georges Lautner : Riton
- 1968 : Catherine, il suffit d'un amour de Bernard Borderie : Gros-Téton
- 1969 : La Folle de Chaillot (The Madwoman of Chaillot) de Bryan Forbes : un serveur
- 1970 : Le Cri du cormoran le soir au-dessus des jonques de Michel Audiard : le conducteur du second engin (non crédité)
- 1970 : Sapho ou la Fureur d'aimer de Georges Farrel : le peintre
- 1971 : Il était une fois un flic de Georges Lautner : Jeannot (non crédité)
- 1972 : Quelques messieurs trop tranquilles de Georges Lautner : Maurice
- 1973 : Hit ! (Commando sur les stups) de Sidney J. Furie : Bornou
- 1974 : Pas de problème ! de Georges Lautner : un tueur en noir
- 1976 : L'Hippopotamours de Christian Fuin : le masseur
- 1984 : Joyeuses Pâques de Georges Lautner : un cascadeur
- 1986 : La Vie dissolue de Gérard Floque de Georges Lautner : l'homme du couple âgé

#### Coordinateur des cascades
- 1961 : Le Miracle des loups d'André Hunebelle
- 1963 : Comme s'il en pleuvait (Tela de araña) de José Luis Monter
- 1963 : À toi de faire... mignonne de Bernard Borderie
- 1963 : Des frissons partout de Raoul André
- 1965 : Nick Carter et le Trèfle rouge de Jean-Paul Savignac
- 1971 : Il était une fois un flic de Georges Lautner
- 1973 : La Valise de Georges Lautner
- 1974 : Les Seins de glace de Georges Lautner
- 1986 : La Vie dissolue de Gérard Floque de Georges Lautner
- 1988 : L'Invité surprise de Georges Lautner

#### Maître d'armes
- 1961 : Les Trois Mousquetaires : Les Ferrets de la reine de Bernard Borderie
- 1961 : Les Trois Mousquetaires : La Vengeance de Milady de Bernard Borderie
- 1968 : Le Pacha de Georges Lautner

### Télévision
- 1953 : Danse sans musique de Claude Barma
- 1974 : Chéri Bibi : Un bagnard compagnon de Chéri Bibi
- 1974 : À vous de jouer Milord (feuilleton télévisé), de Christian-Jaque
- 1981 : La vie des autres (Série TV) : L'inspecteur
- 1982 : Médecins de nuit d'Emmanuel Fonlladosa, épisode : Quingaoshu (série télévisée) : Le patron du fast-food